# Hanguanaceae
Las hanguanáceas (nombre científico Hanguanaceae) con su único género Hanguana, forman una familia de plantas monocotiledóneas herbáceas terrestres, robustas, toscas y macizas, con hojas pecioladas con un nervio medio, muchos nervios secundarios paralelos, y venas terciarias cruzadas prominentes. Su inflorescencia es una panoja con flores sésiles, pequeñas, indistintas. Su carácter más distintivo es que los frutos son bayas con una única semilla con forma de tazón, que adquiere al rodear a la placenta durante el desarrollo. 
La familia fue reconocida por sistemas de clasificación modernos como el sistema de clasificación APG III (2009) y el APWeb,.
Son nativas de Sri Lanka, el sudeste de Asia hasta Palaos y el norte de Australia.

## Filogenia
La familia es hermana de Commelinaceae, ver Commelinales para una discusión de este clado.

## Taxonomía
La familia fue reconocida por el APG III (2009), el Linear APG III (2009) le asignó el número de familia 77. La familia ya había sido reconocida por el APG II (2003).
El único género y la lista de especies, junto con su publicación válida y distribución, según Royal Botanic Gardens, Kew (visto en enero de 2009):
- Hanguana Blume, Enum. Pl. Javae: 15 (1827). Sri Lanka a Isla Caroline.

Sinonimia:
- Susum Blume in J.J.Roemer & J.A.Schultes, Syst. Veg. 7(2): xcv, 1493 (1830). = Hanguana Blume
- Veratronia]] Miq., Fl. Ned. Ind. 3: 553 (1859). = Hanguana Blume

3 especies:
- - Hanguana bogneri Tillich & E.Sill, Sendtnera 6: 216 (1999). Borneo (Sarawak).
  - Hanguana major Airy Shaw, Kew Bull. 35: 819 (1981). N. Borneo.
  - Hanguana malayana (Jack) Merr., Philipp. J. Sci., C 10: 3 (1915). Sri Lanka a Isla Caroline.

Sinonimia:
- - Hanguana anthelminthica (Blume) Masam., Enum. Phan. Born.: 81 (1942). = Hanguana malayana (Jack) Merr.
  - Hanguana aquatica Kaneh., Trans. Nat. Hist. Soc. Taiwan 25: 8 (1935). = Hanguana malayana (Jack) Merr.
  - Hanguana kassintu Blume, Enum. Pl. Javae: 15 (1827). = Hanguana malayana (Jack) Merr.
  - Hanguana malayana subsp. anthelminthica (Blume) Backer, Bekn. Fl. Java 10(212): 2 (1949). = Hanguana malayana (Jack) Merr.
  - Hanguana malayana var. anthelminthica (Blume) Bakh., Blumea 6: 399 (1950). = Hanguana malayana (Jack) Merr.
  - Hanguana malayana subsp. kassintu (Blume) Backer, Bekn. Fl. Java 10(212): 2 (1949). = Hanguana malayana (Jack) Merr.
  - Susum anthelminthicum Blume in J.J.Roemer & J.A.Schultes, Syst. Veg. 7: 1493 (1830). = Hanguana malayana (Jack) Merr.
  - Susum kassintu (Blume) Kurz, Flora 56: 224 (1873). = Hanguana malayana (Jack) Merr.
  - Susum malayanum (Jack) Planch. ex Hook.f., Fl. Brit. India 6: 391 (1892). = Hanguana malayana (Jack) Merr.
  - Susum malayanum f. aquatica Backer, Handb. Fl. Java 3: 3 (1924). = Hanguana malayana (Jack) Merr.
  - Susum minus Miq., Fl. Ned. Ind., Eerste Bijv.: 598 (1861). = Hanguana malayana (Jack) Merr.
  - Veratronia malayana (Jack) Miq., Fl. Ned. Ind. 3: 553 (1859). = Hanguana malayana (Jack) Merr.
  - Veratrum malayanum Jack, Malayan Misc. 1(5; 2): 25 (1820). = Hanguana malayana (Jack) Merr.